# Euparia castanea
Euparia castanea is een keversoort uit de familie bladsprietkevers (Scarabaeidae). De wetenschappelijke naam van de soort is voor het eerst geldig gepubliceerd in 1828 door Le Peletier de Saint-Fargeau & Serville.